# 福寿沟
25°51′30″N 114°56′52″E / 25.85843°N 114.94765°E
福寿沟是中國江西省赣州市老城的一座大型地下水利工程，始建于北宋时期，由时任虔州知军刘彝主持修建。福寿沟既是赣州城区的防洪排涝工程，也是城区污水处理的综合治理工程，属于“雨污合流制”管网系统。在降雨量较大的时节，赣州城得益于福寿沟的排涝作用，没有发生其他城市严重内涝的现象，福寿沟经过之地均无积水点。1998年中国水灾中，福寿沟保护了赣州城区免遭洪水侵袭。

## 建筑
福寿沟分为两个部分，福沟主要排城市东南部之水，集水面积约1.7平方公里，主沟长约11.6公里；寿沟主要排城市西北部之水，集水面积约1平方公里，主沟长约1公里。整个系统共有12个出水口，形成了比较完整的排水干道网，排水沟呈砖拱结构，沟顶分布铜钱状的排水孔。至今，总长约12.6千米的福寿沟仍是赣州旧城区的主要排水干道，承载着赣州近10万旧城区居民的排污功能。
随着现代城市开发，导致福寿沟受损严重，排水渠道损毁、蓄水塘减少，福寿沟难以系统地发挥储水、排水的作用。现存完好的福寿沟约2公里，位于赣州老城的均井巷、米汁巷、姚衙前、方杆巷、攀高铺等地。网络传播中，常误把赣州瓮城内两层藏兵洞的照片当做福寿沟。

## 历史
公元885年，南康卢光稠起兵攻占虔州，开始了大规模的城建工程，同时破坏了原始地貌阻碍城区地表水进入贡江和章江，导致城区排水不畅。公元1068年，刘彝任虔州知军，主持规划建设了赣州城区的街道，依据街道布局采取分区排水的原则，修建了两个排水干道系统。由于排水沟网形似古篆体的“福”、“寿”二字，故此得名福寿沟。清同治八年，赣州修复了福寿沟的6个出水口。1953年，赣州在修复下水道的工程中修复了厚德路长767.6米的福寿沟。赣州市政机关曾将部分福寿沟地段挖填处理，导致赣州出现水淹的情况，2014年开始政府部门再次重视并修复福寿沟。
赣州将新建福寿沟博物馆，以促进遗址保护并发展旅游。

## 保护
2018年3月9日，福寿沟公布为第六批江西省文物保护单位，编号6-3-158。2019年10月7日，公布为第八批全国重点文物保护单位，编号8-0336-3-139。